# 中国高校行星科学联盟
中国高校行星科学联盟成立于2019年7月2日，是由中国科学院大学牵头组建的专攻行星科学领域的大学联盟，联盟内共包含27所大学。其成立的目的是助力推进解决中国行星科学人才培养问题、科学前沿问题和发展战略问题，推动和促进中国行星科学的建设。

## 历史
2019年7月2日，中国高校行星科学联盟战略研讨会暨中国高校行星科学联盟成立大会在北京中国科学院地质与地球物理研究所召开。

## 定位
中国国家自然科学基金委员会副主任侯增谦院士在成立会议上提出，“联盟应当成为共享深空探测和行星科学研究成果的平台，通过平台协同创新共攀行星科学高峰 ”。

## 签约成员大学
联盟成员引自中国高校行星科学联盟对成员单位的介绍：
- 中国科学院大学
- 北京大学
- 中国科学技术大学
- 中山大学
- 澳門科技大學
- 北京航空航天大学
- 哈尔滨工业大学（深圳）
- 南京大学
- 中国地质大学（武汉）
- 山东大学
- 桂林理工大学
- 南京信息工程大学
- 南方科技大学
- 武汉大学
- 清华大学
- 北京师范大学
- 中国地质大学（北京）
- 同济大学
- 洛阳师范学院
- 中南民族大学
- 南京航空航天大学
- 华北电力大学
- 南昌大学
- 香港大学
- 重庆大学
- 吉林大学
- 浙江大学